# Агостінью Олівейра
Агостінью Олівейра (порт. Agostinho Oliveira, нар. 5 лютого 1947, Повуа-ді-Ланьозу) — португальський футболіст, що грав на позиції захисника. По завершенні ігрової кар'єри — тренер.
Виступав, зокрема, за клуб «Брага».

## Ігрова кар'єра
У дорослому футболі дебютував 1966 року виступами за команду клубу «Брага», кольори якої і захищав протягом практично усієї своєї кар'єри гравця, за виключенням сезону 1968/69, в якому його клубом була «Академіка» (Коїмбра).

## Кар'єра тренера
Розпочав тренерську кар'єру відразу ж по завершенні кар'єри гравця, 1983 року, асистентом головного тренера клубу «Брага». Пропрацював там два роки. В 2000 році став тренером молодіжної збірної Португалії, а в 2002 році був признчений тимчасовим виконувачем обов'язків головного тренера збірної Португалії. На цій посаді дебютував 7 вересня 2002 року в нічийному (1:1) товариському матчі проти збірної Англії. В жовтні того ж року під його керівництвом португальці зіграли ще три товариських поєдинки, з Тунісом (1:1), Швецією (3:2) та Шотландією (2:0). Згодом знову очолив молодіжну збірну Португалії. В 2008—2010 роках працював асистентом головного тренера Карлуша Кейроша в головній футбольній збірній Португалії. У вересні 2010 року був знову призначений виконувачем обов'язків головного тренера збірної Португалії. На цій посаді керував збірною у двох матчах кваліфікації ЄВРО 2012, проти Кіпру (4:4) та Норвегії (0:1).

## Титули і досягнення
- Чемпіон Європи (U-18): 1994, 1999